# Reprezentacja Rosji w piłce siatkowej kobiet
Reprezentacja Rosji w piłce siatkowej kobiet to narodowa reprezentacja tego kraju, reprezentująca go na arenie międzynarodowej.
Siatkarska drużyna Rosji jest oficjalnym sukcesorem tradycji reprezentacji ZSRR oraz Wspólnoty Niepodległych Państw.
W wyniku zawieszenia Rosji we wszelkich imprezach sportowych rangi Mistrzostw Świata, Igrzysk Olimpijskich i Paraolimpijskich (afera dopingowa), reprezentantki rosyjskie wystąpiły na LIO Tokio 2021 pod szyldem „ROC” (akronim od Russian Olympic Committee) i flagą z emblematem Rosyjskiego Komitetu Olimpijskiego. Od 2022 reprezentacje Rosji i Białorusi oraz kluby rosyjskie i białoruskie są zawieszone za inwazję na Ukrainie.

## Osiągnięcia

### Igrzyska Olimpijskie
1. miejsce – 1968 (ZSRR), 1972 (ZSRR), 1980 (ZSRR), 1988 (ZSRR)
 2. miejsce – 1964 (ZSRR), 1976 (ZSRR), 2000, 2004

### Mistrzostwa Świata
1. miejsce – 1952 (ZSRR), 1956 (ZSRR), 1960 (ZSRR), 1970 (ZSRR), 1990 (ZSRR), 2006, 2010
 2. miejsce – 1962 (ZSRR), 1974 (ZSRR)
 3. miejsce – 1978 (ZSRR), 1994, 1998, 2002

### Mistrzostwa Europy

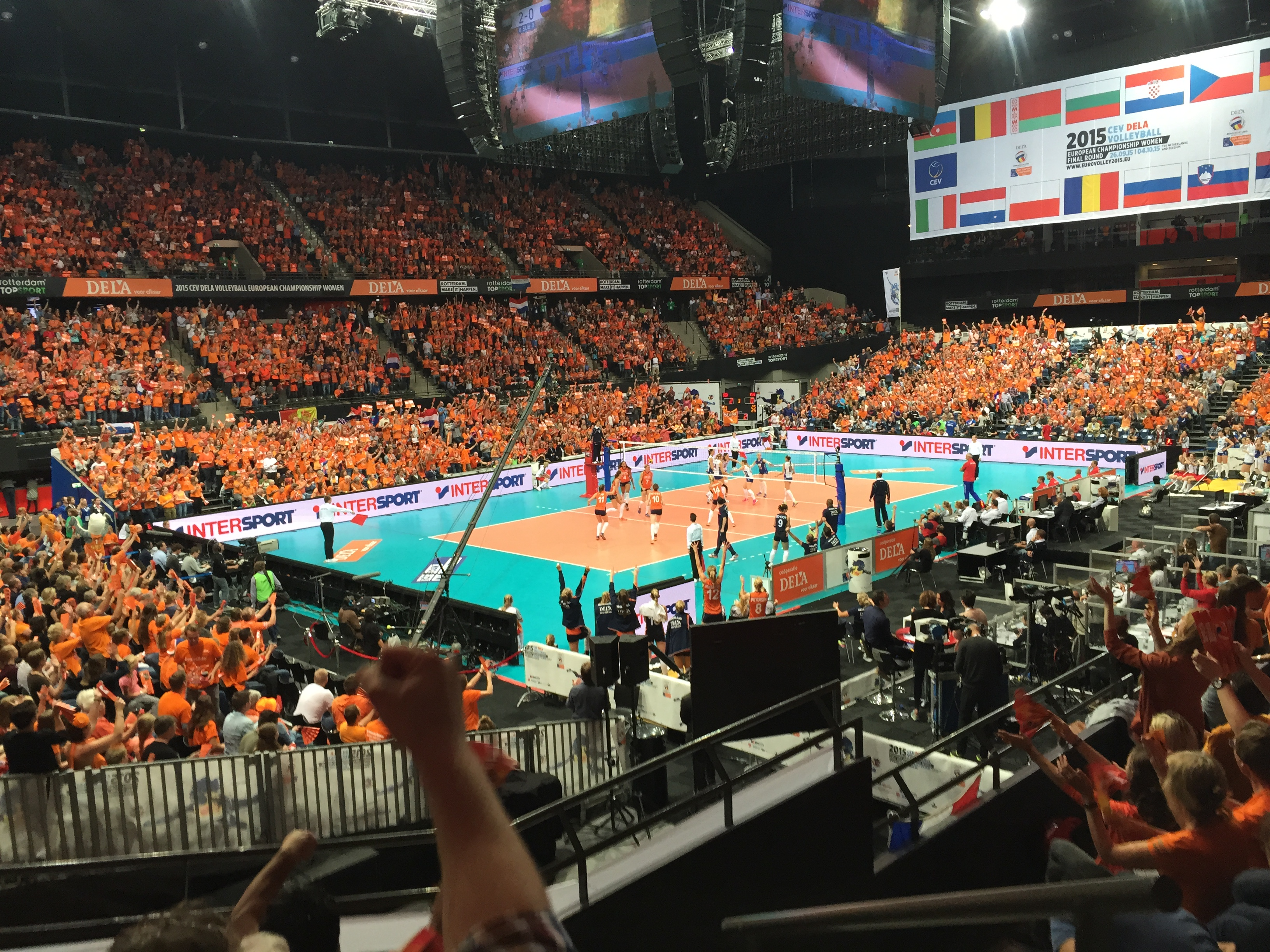
Mecz finałowy Mistrzostw Europy 2015 pomiędzy reprezentacją Holandii i Rosji w Topsportcentrum Rotterdam

1. miejsce – 1949 (ZSRR), 1950 (ZSRR), 1951 (ZSRR), 1958 (ZSRR), 1963 (ZSRR), 1967 (ZSRR), 1971 (ZSRR), 1975 (ZSRR), 1977 (ZSRR), 1979 (ZSRR), 1985 (ZSRR), 1989 (ZSRR), 1991 (ZSRR), 1993, 1997, 1999, 2001, 2013, 2015
 2. miejsce – 1955 (ZSRR), 1981 (ZSRR), 1983 (ZSRR), 1987 (ZSRR)
 3. miejsce – 1995, 2005, 2007

### Puchar Świata
1. miejsce – 1973 (ZSRR)
 2. miejsce – 1989 (ZSRR)
 3. miejsce – 1981 (ZSRR), 1985 (ZSRR), 1991 (ZSRR), 2019

### Puchar Wielkich Mistrzyń
1. miejsce – 1997
 2. miejsce – 2001
 3. miejsce – 1993

### Volley Masters Montreux
1. miejsce – 1991 (ZSRR), 2002
 2. miejsce – 2000, 2001, 2003, 2013
 3. miejsce – 1994, 1998, 2014

## Udział i miejsca w imprezach (jako Rosja)

### Igrzyska Olimpijskie
| Rok  | Kraj           | Miejsce                                                      |
| ---- | -------------- | ------------------------------------------------------------ |
| 1992 | Barcelona      | brak udziału                                                 |
| 1996 | Atlanta        | 4. miejsce                                                   |
| 2000 | Sydney         | 2. miejsce                                                   |
| 2004 | Ateny          | 2. miejsce                                                   |
| 2008 | Pekin          | 5. miejsce                                                   |
| 2012 | Londyn         | 5. miejsce                                                   |
| 2016 | Rio de Janeiro | 5. miejsce                                                   |
| 2020 | Tokio          | 5. miejsce                                                   |
| 2024 | Paryż          | Wykluczenie z rozgrywek w związku z inwazją Rosji na Ukrainę |

### Mistrzostwa Świata
| Rok  | Kraj             | Miejsce                                                      |
| ---- | ---------------- | ------------------------------------------------------------ |
| 1994 | Brazylia         | 3. miejsce                                                   |
| 1998 | Japonia          | 3. miejsce                                                   |
| 2002 | Niemcy           | 3. miejsce                                                   |
| 2006 | Japonia          | 1. miejsce                                                   |
| 2010 | Japonia          | 1. miejsce                                                   |
| 2014 | Włochy           | 6. miejsce                                                   |
| 2018 | Japonia          | 8. miejsce                                                   |
| 2022 | Polska/ Holandia | Wykluczenie z rozgrywek w związku z inwazją Rosji na Ukrainę |
| 2025 | Tajlandia        | Wykluczenie z rozgrywek w związku z inwazją Rosji na Ukrainę |

### Mistrzostwa Europy
| Rok  | Kraj                                 | Miejsce                                                      |
| ---- | ------------------------------------ | ------------------------------------------------------------ |
| 1993 | Czechy                               | 1. miejsce                                                   |
| 1995 | Holandia                             | 3. miejsce                                                   |
| 1997 | Czechy                               | 1. miejsce                                                   |
| 1999 | Włochy                               | 1. miejsce                                                   |
| 2001 | Bułgaria                             | 1. miejsce                                                   |
| 2003 | Turcja                               | 5. miejsce                                                   |
| 2005 | Chorwacja                            | 3. miejsce                                                   |
| 2007 | Belgia/ Luksemburg                   | 3. miejsce                                                   |
| 2009 | Polska                               | 6. miejsce                                                   |
| 2011 | Serbia/ Włochy                       | 6. miejsce                                                   |
| 2013 | Niemcy/ Szwajcaria                   | 1. miejsce                                                   |
| 2015 | Holandia/ Belgia                     | 1. miejsce                                                   |
| 2017 | Gruzja/ Azerbejdżan                  | 6. miejsce                                                   |
| 2019 | Turcja/ Polska/ Słowacja/ Węgry      | 7. miejsce                                                   |
| 2021 | Serbia/ Chorwacja/ Bułgaria/ Rumunia | 6. miejsce                                                   |
| 2023 |                                      | Wykluczenie z rozgrywek w związku z inwazją Rosji na Ukrainę |

### Grand Prix
| Rok  | Miasto          | Miejsce      |
| ---- | --------------- | ------------ |
| 1993 | Hongkong        | 3. miejsce   |
| 1994 | Szanghaj        | 7. miejsce   |
| 1995 | Szanghaj        | 6. miejsce   |
| 1996 | Szanghaj        | 3. miejsce   |
| 1997 | Kobe            | 1. miejsce   |
| 1998 | Hongkong        | 2. miejsce   |
| 1999 | Yuxi            | 1. miejsce   |
| 2000 | Manila          | 2. miejsce   |
| 2001 | Makau           | 3. miejsce   |
| 2002 | Hongkong        | 1. miejsce   |
| 2003 | Andria          | 2. miejsce   |
| 2004 | Reggio Calabria | 7. miejsce   |
| 2005 | Sendai          | brak udziału |
| 2006 | Reggio Calabria | 2. miejsce   |
| 2007 | Ningbo          | 4. miejsce   |
| 2008 | Yokohama        | brak udziału |
| 2009 | Tokio           | 2. miejsce   |
| 2010 | Ningbo          | brak udziału |
| 2011 | Makau           | 4. miejsce   |
| 2012 | Ningbo          | brak udziału |
| 2013 | Sapporo         | brak udziału |
| 2014 | Tokio           | 3. miejsce   |
| 2015 | Omaha           | brak udziału |
| 2016 | Bangkok         | 4. miejsce   |
| 2017 | Nankin          | 9. miejsce   |

### Liga Narodów
| Rok  | Miasto    | Miejsce                                                |
| ---- | --------- | ------------------------------------------------------ |
| 2018 | Nankin    | 8. miejsce                                             |
| 2019 | Nankin    | 14. miejsce                                            |
| 2021 | Rimini    | 8. miejsce                                             |
| 2022 | Ankara    | Wykluczenie z rozgrywek w związku z inwazja na Ukrainę |
| 2023 | Arlington | Wykluczenie z rozgrywek w związku z inwazja na Ukrainę |
| 2024 | Bangkok   | Wykluczenie z rozgrywek w związku z inwazja na Ukrainę |
| 2025 | Łódź      | Wykluczenie z rozgrywek w związku z inwazja na Ukrainę |

### Puchar Świata
| Rok  | Kraj    | Miejsce      |
| ---- | ------- | ------------ |
| 1995 | Japonia | brak udziału |
| 1999 | Japonia | 2. miejsce   |
| 2003 | Japonia | brak udziału |
| 2007 | Japonia | brak udziału |
| 2011 | Japonia | brak udziału |
| 2015 | Japonia | 4. miejsce   |
| 2019 | Japonia | 3. miejsce   |

### Puchar Wielkich Mistrzyń
| Rok  | Kraj    | Miejsce      |
| ---- | ------- | ------------ |
| 1993 | Japonia | 3. miejsce   |
| 1997 | Japonia | 1. miejsce   |
| 2001 | Japonia | 2. miejsce   |
| 2005 | Japonia | brak udziału |
| 2009 | Japonia | brak udziału |
| 2013 | Japonia | 4. miejsce   |
| 2017 | Japonia | 4. miejsce   |

### Volley Masters Montreux
| Rok  | Miasto   | Miejsce      |
| ---- | -------- | ------------ |
| 1993 | Montreux | 7. miejsce   |
| 1994 | Montreux | 3. miejsce   |
| 1995 | Montreux | 4. miejsce   |
| 1996 | Montreux | 5. miejsce   |
| 1998 | Montreux | 3. miejsce   |
| 1999 | Montreux | 5. miejsce   |
| 2000 | Montreux | 2. miejsce   |
| 2001 | Montreux | 2. miejsce   |
| 2002 | Montreux | 1. miejsce   |
| 2003 | Montreux | 2. miejsce   |
| 2004 | Montreux | 6. miejsce   |
| 2005 | Montreux | brak udziału |
| 2006 | Montreux | 7. miejsce   |
| 2007 | Montreux | 7. miejsce   |
| 2008 | Montreux | brak udziału |
| 2009 | Montreux | brak udziału |
| 2010 | Montreux | 4. miejsce   |
| 2011 | Montreux | brak udziału |
| 2013 | Montreux | 2. miejsce   |
| 2014 | Montreux | 3. miejsce   |
| 2015 | Montreux | 4. miejsce   |
| 2016 | Montreux | brak udziału |
| 2017 | Montreux | brak udziału |
| 2018 | Montreux | 2. miejsce   |
| 2019 | Montreux | brak udziału |